# Strucht
Strucht (Limburgs: Sjtröch) is de naam van een buurtschap (en tevens de hoofdstraat daarvan) in de gemeente Valkenburg aan de Geul in de Nederlandse provincie Limburg. Het ligt aan de provinciale weg tussen Oud-Valkenburg en Schin op Geul en wordt tegenwoordig dikwijls beschouwd als een onderdeel van Schin op Geul.

## Geschiedenis
De heerlijkheid Strucht was vanaf de middeleeuwen een onderdeel van het Land van Valkenburg. Tot 1795 bleef Strucht een eigen heerlijkheid. Tijdens de Franse tijd kwam het bij het kanton Valkenburg, maar vanaf 1800 werd het een zelfstandige gemeente.
Op 1 januari 1879 kwam Strucht bij de gemeente Schin op Geul, die in 1940 opging in de nieuwe gemeente Valkenburg-Houthem, die bij de herindeling van 1982 op haar beurt opging in de gemeente Valkenburg aan de Geul.
Strucht heeft geen eigen kerk en behoorde tot de parochie Schin op Geul.

## Landschap
Strucht ligt in het Geuldal aan de noordoostelijke voet van het Plateau van Margraten. Ten zuiden van Strucht ligt het droogdal Kleingracht en de heuvel Sousberg. Naar het zuidwesten ligt het Gerendal.

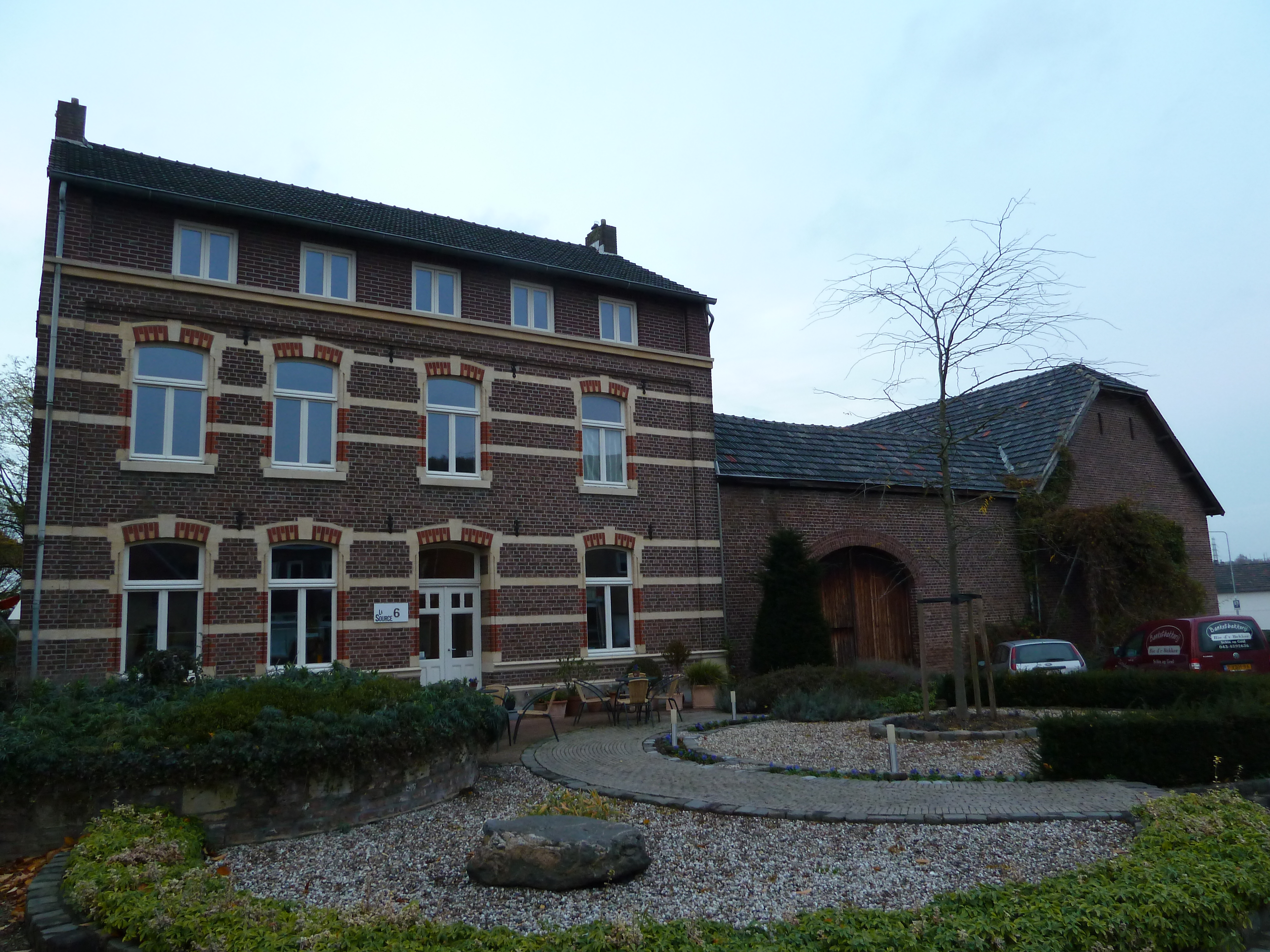
Huis in Strucht
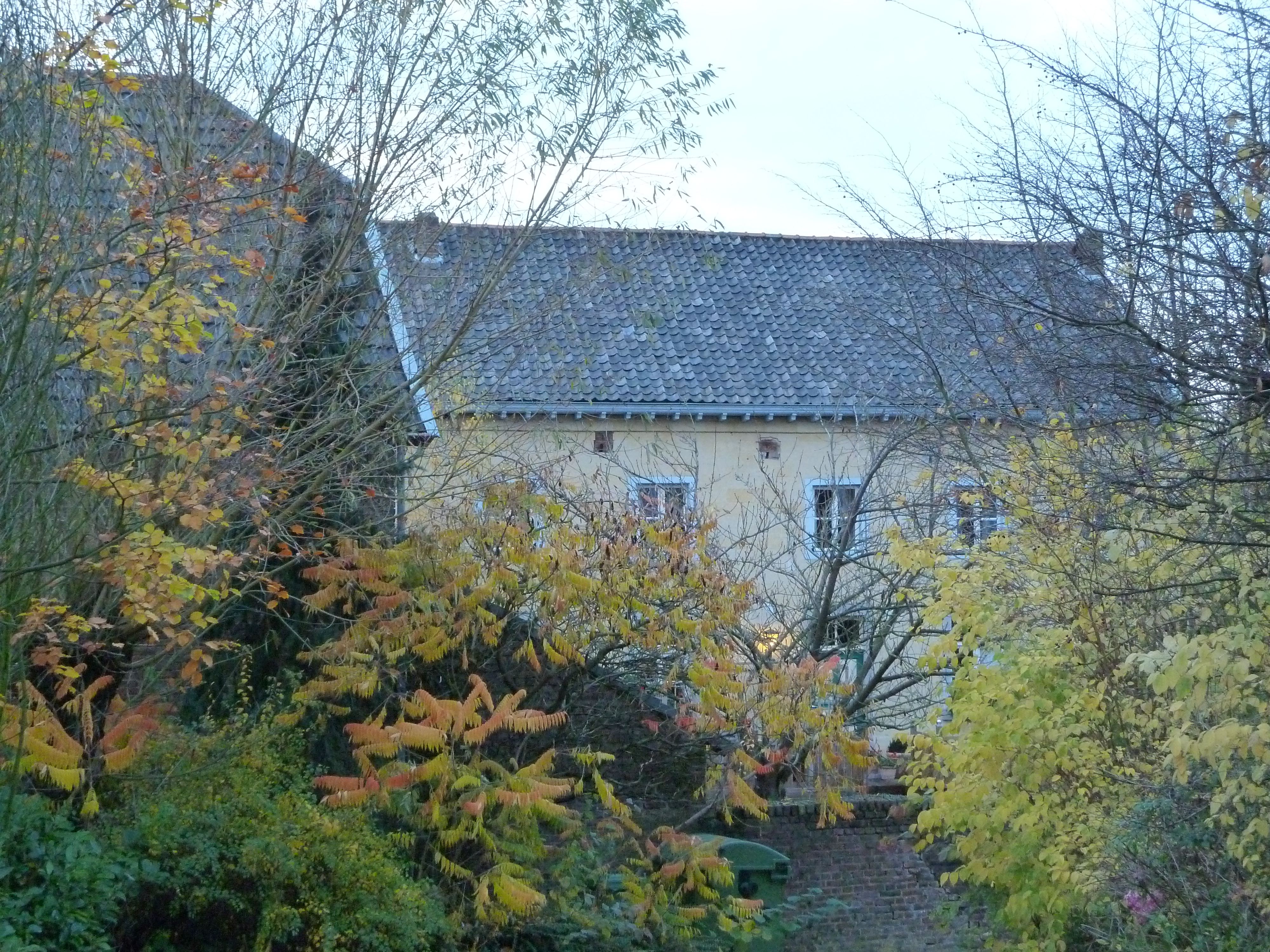
Struchterhof